# Orutaguse
Orutaguse es un pueblo ubicado en el municipio de Kadrina, en el condado de Lääne-Viru, Estonia.

## Superficie
Posee una superficie de 2,430 kilómetros cuadrados.

## Demografía
Hasta 2021 la población era de 13 habitantes, con una densidad de población de 5,349 habitantes por kilómetro cuadrado.